# Caponia natalensis
Caponia natalensis là một loài nhện trong họ Caponiidae.
Loài này thuộc chi Caponia. Caponia natalensis được Octavius Pickard-Cambridge miêu tả năm 1874.